# 맬리서 롱고
맬리서 롱고(Malisa Longo, 1950년 7월 13일 ~ )는 이탈리아의 소설가, 연극 배우, 영화배우, 각본가, 모델이다.
베네치아에서 태어났다.

## 영화
- 스낵 바 부다페스트 (1988년)
- 미란다: 8요일의 여자 (1985년)
- 스타 오딧세이 (1979년)
- 워 오브 더 로보츠 (1978년)
- 워 오브 더 플래닛 (1977년)
- 배틀 오브 더 스타 (1977년)
- 일사 - 나치 정보원 (1976년)
- 나의 아들 리코 (1973년)
- 맹룡과강 (1972년)
- 로마 베네 (1971년)